# Fußball-Weltmeisterschaft der Frauen 2015/Gruppe D
| Pl. | Land       | Sp. | S | U | N | Tore    | Diff. | Punkte |
| --- | ---------- | --- | - | - | - | ------- | ----- | ------ |
| 1.  | USA        | 3   | 2 | 1 | 0 | 004:100 | +3    | 07     |
| 2.  | Australien | 3   | 1 | 1 | 1 | 004:400 | ±0    | 04     |
| 3.  | Schweden   | 3   | 0 | 3 | 0 | 004:400 | ±0    | 03     |
| 4.  | Nigeria    | 3   | 0 | 1 | 2 | 003:600 | −3    | 01     |

Gruppe D der Fußball-Weltmeisterschaft der Frauen 2015:

## Schweden – Nigeria 3:3 (2:0)
| Schweden                                   | Schweden | Nigeria | Nigeria | Aufstellung                        |
| ------------------------------------------ | --- | --- | ------- | ---------------------------------- |
| Schweden                                   | \| 1. Spieltag \| \| 8. Juni 2015 um 15:00 Uhr in Winnipeg \| \| Zuschauer: 31.148 \| \| Schiedsrichterin: Ri Hyang-ok ( Nordkorea) \| \| Spielbericht \| | \| 1. Spieltag \| \| 8. Juni 2015 um 15:00 Uhr in Winnipeg \| \| Zuschauer: 31.148 \| \| Schiedsrichterin: Ri Hyang-ok ( Nordkorea) \| \| Spielbericht \|                                                    | Nigeria | Aufstellung Schweden gegen Nigeria |
| Schweden                                   | Hedvig Lindahl – Lina Nilsson, Emma Berglund (73. Amanda Ilestedt), Nilla Fischer, Elin Rubensson – Lisa Dahlkvist (57. Linda Sembrant), Caroline Seger , Therese Sjögran, Kosovare Asllani (46. Olivia Schough) – Sofia Jakobsson, Lotta Schelin Cheftrainerin: Pia Sundhage | Precious Dede – Ngozi Ebere, Onome Ebi, Josephine Chukwunonye, Osinachi Ohale – Ngozi Okobi, Halimatu Ayinde, Evelyn Nwabuoku , Asisat Oshoala – Desire Oparanozie, Francisca Ordega Cheftrainer: Edwin Okon | Nigeria | Aufstellung Schweden gegen Nigeria |
| Schweden                                   | 1:0 Oparanozie (21., Eigentor) 2:0 Fischer (31.) 3:2 Sembrant (60.) | 2:1 Okobi (50.) 2:2 Oshoala (53.) 3:3 Ordega (87.) | Nigeria | Aufstellung Schweden gegen Nigeria |
| Schweden                                   | Spieler des Spiels: Ngozi Okobi (Nigeria) | | Nigeria | Aufstellung Schweden gegen Nigeria |
| 1. Spieltag                                | | |         |                                    |
| 8. Juni 2015 um 15:00 Uhr in Winnipeg      | | |         |                                    |
| Zuschauer: 31.148                          | | |         |                                    |
| Schiedsrichterin: Ri Hyang-ok ( Nordkorea) | | |         |                                    |
| Spielbericht                               | | |         |                                    |

## USA – Australien 3:1 (1:1)
| USA                                            | USA | Australien | Australien | Aufstellung                      |
| ---------------------------------------------- | --- | --- | ---------- | -------------------------------- |
| Vereinigte Staaten                             | \| 1. Spieltag \| \| 8. Juni 2015 um 18:30 Uhr in Winnipeg \| \| Zuschauer: 31.148 \| \| Schiedsrichterin: Claudia Umpiérrez ( Uruguay) \| \| Spielbericht \|                                                                                                   | \| 1. Spieltag \| \| 8. Juni 2015 um 18:30 Uhr in Winnipeg \| \| Zuschauer: 31.148 \| \| Schiedsrichterin: Claudia Umpiérrez ( Uruguay) \| \| Spielbericht \| | Australien | Aufstellung USA gegen Australien |
| Vereinigte Staaten                             | Hope Solo – Meghan Klingenberg, Julie Johnston, Becky Sauerbrunn, Alexandra Krieger – Carli Lloyd, Lauren Holiday, Megan Rapinoe (86. Morgan Brian), Christen Press (68. Tobin Heath) – Sydney Leroux (79. Alex Morgan), Abby Wambach Cheftrainerin: Jill Ellis | Melissa Barbieri – Caitlin Foord, Stephanie Catley, Laura Alleway (83. Ashleigh Sykes), Servet Uzunlar – Emily van Egmond, Elise Kellond-Knight, Katrina Gorry (80. Alanna Kennedy) – Sam Kerr, Michelle Heyman (69. Kyah Simon), Lisa De Vanna Cheftrainer: Alen Stajcic | Australien | Aufstellung USA gegen Australien |
| Vereinigte Staaten                             | 1:0 Rapinoe (12.) 2:1 Press (61.) 3:1 Rapinoe (78.) | 1:1 De Vanna (27.) | Australien | Aufstellung USA gegen Australien |
| Vereinigte Staaten                             | Holiday, Rapinoe | | Australien | Aufstellung USA gegen Australien |
| Vereinigte Staaten                             | 100. WM-Tor für die USA durch Christen Press | 100. Länderspiel von Lisa De Vanna | Australien | Aufstellung USA gegen Australien |
| Vereinigte Staaten                             | Spieler des Spiels: Megan Rapinoe (USA) | | Australien | Aufstellung USA gegen Australien |
| 1. Spieltag                                    | | |            |                                  |
| 8. Juni 2015 um 18:30 Uhr in Winnipeg          | | |            |                                  |
| Zuschauer: 31.148                              | | |            |                                  |
| Schiedsrichterin: Claudia Umpiérrez ( Uruguay) | | |            |                                  |
| Spielbericht                                   | | |            |                                  |

## Australien – Nigeria 2:0 (1:0)
| Australien                                         | Australien | Nigeria | Nigeria | Aufstellung                          |
| -------------------------------------------------- | --- | --- | ------- | ------------------------------------ |
| Australien                                         | \| 2. Spieltag \| \| 12. Juni 2015 um 16:00 Uhr in Winnipeg \| \| Zuschauer: 32.716 \| \| Schiedsrichterin: Stéphanie Frappart ( Frankreich) \| \| Spielbericht \| | \| 2. Spieltag \| \| 12. Juni 2015 um 16:00 Uhr in Winnipeg \| \| Zuschauer: 32.716 \| \| Schiedsrichterin: Stéphanie Frappart ( Frankreich) \| \| Spielbericht \| | Nigeria | Aufstellung Australien gegen Nigeria |
| Australien                                         | Lydia Williams – Stephanie Catley, Alanna Kennedy, Laura Alleway, Caitlin Foord – Katrina Gorry (62. Tameka Butt), Elise Kellond-Knight, Emily van Egmond – Sam Kerr, Kyah Simon (87. Michelle Heyman), Lisa De Vanna Cheftrainer: Alen Stajcic | Precious Dede – Ngozi Ebere, Onome Ebi, Josephine Chukwunonye, Osinachi Ohale (52. Ugo Njoku) – Ngozi Okobi, Halimatu Ayinde, Evelyn Nwabuoku , Asisat Oshoala (84. Courtney Dike) – Desire Oparanozie (54. Perpetua Nkwocha), Francisca Ordega Cheftrainer: Edwin Okon | Nigeria | Aufstellung Australien gegen Nigeria |
| Australien                                         | 1:0 Simon (29.) 2:0 Simon (68.) | | Nigeria | Aufstellung Australien gegen Nigeria |
| Australien                                         | Nwabuoku, Chukwunonye | | Nigeria | Aufstellung Australien gegen Nigeria |
| Australien                                         | Perpetua Nkwocha überbietet mit ihrer Einwechslung den bisherigen Altersrekord von Meg (Brasilien) aus dem Jahr 1995 um einen Tag. Der Rekord hält vier Tage. Ugo Njoku beging während des Spiels eine Tätlichkeit, die von der Schiedsrichterin nicht gesehen wurde. Deswegen wurde sie nach dem Spiel für drei Spiele gesperrt und mit einer Geldstrafe von 3000 Franken belegt. | | Nigeria | Aufstellung Australien gegen Nigeria |
| Australien                                         | Spieler des Spiels: Lisa De Vanna (Australien) | | Nigeria | Aufstellung Australien gegen Nigeria |
| 2. Spieltag                                        | | |         |                                      |
| 12. Juni 2015 um 16:00 Uhr in Winnipeg             | | |         |                                      |
| Zuschauer: 32.716                                  | | |         |                                      |
| Schiedsrichterin: Stéphanie Frappart ( Frankreich) | | |         |                                      |
| Spielbericht                                       | | |         |                                      |

## USA – Schweden 0:0
| USA                                          | USA | Schweden | Schweden | Aufstellung                    |
| -------------------------------------------- | --- | --- | -------- | ------------------------------ |
| Vereinigte Staaten                           | \| 2. Spieltag \| \| 12. Juni 2015 um 19:00 Uhr in Vancouver \| \| Zuschauer: 32.716 \| \| Schiedsrichterin: Sachiko Yamagishi ( Japan) \| \| Spielbericht \| | \| 2. Spieltag \| \| 12. Juni 2015 um 19:00 Uhr in Vancouver \| \| Zuschauer: 32.716 \| \| Schiedsrichterin: Sachiko Yamagishi ( Japan) \| \| Spielbericht \|                                                                                                  | Schweden | Aufstellung USA gegen Schweden |
| Vereinigte Staaten                           | Hope Solo – Meghan Klingenberg, Becky Sauerbrunn, Julie Johnston, Alexandra Krieger – Megan Rapinoe, Lauren Holiday, Carli Lloyd , Morgan Brian (58. Amy Rodriguez) – Sydney Leroux (78. Alex Morgan), Christen Press (67. Abby Wambach) Cheftrainerin: Jill Ellis | Hedvig Lindahl – Jessica Samuelsson, Nilla Fischer, Amanda Ilestedt, Elin Rubensson – Lina Nilsson (70. Linda Sembrant), Caroline Seger, Lisa Dahlkvist, Sofia Jakobsson – Lotta Schelin , Therese Sjögran (75. Emilia Appelqvist) Cheftrainerin: Pia Sundhage | Schweden | Aufstellung USA gegen Schweden |
| Vereinigte Staaten                           | Spieler des Spiels: Hedvig Lindahl (Schweden) | | Schweden | Aufstellung USA gegen Schweden |
| 2. Spieltag                                  | | |          |                                |
| 12. Juni 2015 um 19:00 Uhr in Vancouver      | | |          |                                |
| Zuschauer: 32.716                            | | |          |                                |
| Schiedsrichterin: Sachiko Yamagishi ( Japan) | | |          |                                |
| Spielbericht                                 | | |          |                                |

## Nigeria – USA 0:1 (0:1)
| Nigeria                                      | Nigeria | USA | USA                | Aufstellung                   |
| -------------------------------------------- | --- | --- | ------------------ | ----------------------------- |
| Nigeria                                      | \| 3. Spieltag \| \| 16. Juni 2015 um 17:00 Uhr in Vancouver \| \| Zuschauer: 52.193 \| \| Schiedsrichterin: Kateryna Monsul ( Ukraine) \| \| Spielbericht \| | \| 3. Spieltag \| \| 16. Juni 2015 um 17:00 Uhr in Vancouver \| \| Zuschauer: 52.193 \| \| Schiedsrichterin: Kateryna Monsul ( Ukraine) \| \| Spielbericht \|                                                                                                   | Vereinigte Staaten | Aufstellung Nigeria gegen USA |
| Nigeria                                      | Precious Dede – Ngozi Ebere, Onome Ebi, Josephine Chukwunonye, Sarah Nnodim – Esther Sunday (50. Halimatu Ayinde), Ngozi Okobi, Evelyn Nwabuoku , Francisca Ordega (77. Cecilia Nku) – Asisat Oshoala, Courtney Dike (50. Desire Oparanozie) Cheftrainer: Edwin Okon | Hope Solo – Meghan Klingenberg, Becky Sauerbrunn, Julie Johnston, Alexandra Krieger – Tobin Heath (80. Christie Rampone), Carli Lloyd, Lauren Holiday, Megan Rapinoe (74. Shannon Boxx) – Alex Morgan (66. Sydney Leroux), Abby Wambach Cheftrainer: Jill Ellis | Vereinigte Staaten | Aufstellung Nigeria gegen USA |
| Nigeria                                      | 0:1 Wambach (45.) | | Vereinigte Staaten | Aufstellung Nigeria gegen USA |
| Nigeria                                      | Ebi, Chukwunonye (2., im nächsten Spiel gesperrt), Okobi | | Vereinigte Staaten | Aufstellung Nigeria gegen USA |
| Nigeria                                      | Nnodim (69.) | | Vereinigte Staaten | Aufstellung Nigeria gegen USA |
| Nigeria                                      | Christie Rampone stellt 8 Tage vor ihrem 40. Geburtstag einen neuen Altersrekord auf. | | Vereinigte Staaten | Aufstellung Nigeria gegen USA |
| Nigeria                                      | Spieler des Spiels: Julie Johnston (USA) | | Vereinigte Staaten | Aufstellung Nigeria gegen USA |
| 3. Spieltag                                  | | |                    |                               |
| 16. Juni 2015 um 17:00 Uhr in Vancouver      | | |                    |                               |
| Zuschauer: 52.193                            | | |                    |                               |
| Schiedsrichterin: Kateryna Monsul ( Ukraine) | | |                    |                               |
| Spielbericht                                 | | |                    |                               |

## Australien – Schweden 1:1 (1:1)
| Australien                                 | Australien | Schweden | Schweden | Aufstellung                           |
| ------------------------------------------ | --- | --- | -------- | ------------------------------------- |
| Australien                                 | \| 3. Spieltag \| \| 16. Juni 2015 um 18:00 Uhr in Edmonton \| \| Zuschauer: 10.177 \| \| Schiedsrichterin: Lucila Venegas ( Mexiko) \| \| Spielbericht \| | \| 3. Spieltag \| \| 16. Juni 2015 um 18:00 Uhr in Edmonton \| \| Zuschauer: 10.177 \| \| Schiedsrichterin: Lucila Venegas ( Mexiko) \| \| Spielbericht \|                                                                                                 | Schweden | Aufstellung Australien gegen Schweden |
| Australien                                 | Lydia Williams – Stephanie Catley, Alanna Kennedy, Laura Alleway, Caitlin Foord – Emily van Egmond, Elise Kellond-Knight, Katrina Gorry (85. Tameka Butt) – Sam Kerr, Kyah Simon (72. Michelle Heyman), Lisa De Vanna (63. Larissa Crummer) Cheftrainer: Alen Stajcic | Hedvig Lindahl – Jessica Samuelsson, Nilla Fischer, Amanda Ilestedt, Elin Rubensson (76. Sara Thunebro) – Lina Nilsson (74. Kosovare Asllani), Caroline Seger, Lisa Dahlkvist, Sofia Jakobsson – Lotta Schelin , Therese Sjögran Cheftrainer: Pia Sundhage | Schweden | Aufstellung Australien gegen Schweden |
| Australien                                 | 1:0 De Vanna (5.) | 1:1 Jakobsson (15.) | Schweden | Aufstellung Australien gegen Schweden |
| Australien                                 | Spieler des Spiels: Elise Kellond-Knight (Australien) | | Schweden | Aufstellung Australien gegen Schweden |
| 3. Spieltag                                | | |          |                                       |
| 16. Juni 2015 um 18:00 Uhr in Edmonton     | | |          |                                       |
| Zuschauer: 10.177                          | | |          |                                       |
| Schiedsrichterin: Lucila Venegas ( Mexiko) | | |          |                                       |
| Spielbericht                               | | |          |                                       |